# Tracfort
Automobiles Tracfort war ein französischer Hersteller von Automobilen.

## Unternehmensgeschichte
Louis Carle gründete 1933 das Unternehmen. Standort war die Rue de Normandie 71 in Gennevilliers. Die Produktion von Automobilen begann. Der Markenname lautete Tracfort. Konstrukteur war André Bournhonet, der zuvor bei Derby tätig war. 1935 endete die Produktion.

## Fahrzeuge
Das einzige Modell war eine Abwandlung des Ford Köln bzw. Ford Y, allerdings mit Frontantrieb. Dazu wurde der Radstand auf 264 cm verlängert. Für den Antrieb sorgte der Vierzylindermotor von Ford mit 933 cm³ Hubraum. Im Angebot standen ein zwei- bis dreisitziger Sportwagen Irlande und eine zweitürige, viersitzige Limousine Mouette.

## Schreibweise
Auf einem Katalog des Unternehmens aus dem Jahre 1934 ist sowohl das Logo abgebildet als auch die Firmenbezeichnung und die Adresse angegeben. Die Schreibweise lautet in beiden Fällen Tracfort. Weitere Literatur verwendet ebenfalls die Schreibweise Tracfort.
In älteren Enzyklopädien findet sich oft die falsche Schreibweise Tracford.